# Ноа, Джоаким
Джоаким Симон Ноа (англ. Joakim Simon Noah; род. 25 февраля 1985 года в Нью-Йорке, Нью-Йорк) — французский бывший профессиональный баскетболист. Имеет двойное гражданство — США и Франции. Играет на позиции центрового. В составе университетской команды «Флорида Гейторс» два раза подряд становился победителем студенческого турнира NCAA. Был выбран на драфте НБА 2007 года в первом раунде под общим девятым номером командой «Чикаго Буллз».

## Биография

### Ранние годы
Джоаким Ноа родился в Нью-Йорке, в три года вместе с семьёй переехал в Париж, через год его родители развелись. В 13 лет Ноа вернулся в США с матерью и младшей сестрой. В школе занялся баскетболом, также играл в стритбол. Ноа сменил три старшие школы, заканчивал обучение в старшей школе Лоуренсвилля, в штате Нью-Джерси. В 2004 году Ноа поступил в Университет Флориды, выбрав антропологию своей специальностью, и стал выступать за «Флорида Гейторс», университетскую баскетбольную команду. В первом сезоне ему не удалось пробиться в стартовую пятёрку, но во втором Джоаким стал одним из ведущих игроков команды наряду с Элом Хорфордом и Кори Брюером. В 2006 году «Гейторс» выиграли чемпионат NCAA, а Ноа был признан лучшим игроком турнира. В 2007 году «Флорида Гейторс» во второй раз подряд выиграли чемпионат NCAA, Ноа был включён во вторую символическую сборную лучших игроков студенческого чемпионата.

### Карьера в НБА
На драфте НБА 2007 года тройка лидеров «Гейторс» была выбрана в первой десятке: Хорфорд под третьим номером, Брюер — под седьмым, Ноа под девятым номером был выбран командой «Чикаго Буллз». Свой первый сезон в НБА Ноа начал дублёром основного центрового «Буллз» Бена Уоллеса, а после обмена Уоллеса в «Кливленд Кавальерс» в середине сезона получил место в стартовой пятёрке. Всего за сезон Ноа сыграл в 74 матчах (31 матч начинал в стартовой пятёрке), в среднем за игру набирая 6,6 очков и делая 5,6 подборов.
В сезоне 2012/13 добился редкого достижения, подчёркивающего универсализм баскетболиста: Ноа сумел сделать трипл-дабл как в сочетании очки-подборы-передачи (11 очков, 13 подборов и 10 передач — 18 декабря 2012 года в игре против «Бостон Селтикс»), так и гораздо более редкий трипл-дабл в сочетании очки-подборы-блок-шоты (23 очка, 21 подбор, 11 блок-шотов — 28 февраля в игре против «Филадельфии»). 11 блок-шотов стали для Ноа личным рекордом в НБА, а также повторением клубного рекорда «Чикаго», установленного более 35 лет назад. В том же сезоне впервые в карьере участвовал в Матче всех звёзд НБА.

### Личная жизнь
Отец Джоакима — Янник Ноа, известный французский теннисист, после завершения спортивной карьеры ставший популярным певцом, а мать — шведская модель Сесилия Роде, победительница конкурса красоты Мисс Швеция 1978 года и участница конкурса Мисс Вселенная. Дед Джоакима по отцовской линии — Закари Ноа, уроженец Камеруна, профессионально играл в футбол во Франции. Таким образом Ноа имеет право выступать за одну из четырёх национальных сборных: США, Франции, Швеции и Камеруна, сам он отдаёт предпочтение Франции и в 2007 году получил французское гражданство.
25 мая 2008 года Ноа был арестован во Флориде после того, как полиция обнаружила у него в машине открытую бутылку алкоголя и 20 грамм марихуаны. Ему был назначен испытательный срок в шесть месяцев, а также наложен штраф в размере 200 долларов.

## Статистика

### Статистика в НБА
| Сезон                                                                                    | Команда  | Регулярный сезон | Регулярный сезон | Регулярный сезон | Регулярный сезон | Регулярный сезон | Регулярный сезон | Регулярный сезон | Регулярный сезон | Регулярный сезон | Регулярный сезон | Регулярный сезон | Серия плей-офф | Серия плей-офф | Серия плей-офф | Серия плей-офф | Серия плей-офф | Серия плей-офф | Серия плей-офф | Серия плей-офф | Серия плей-офф | Серия плей-офф | Серия плей-офф |
| Сезон                                                                                    | Команда  | GP               | GS               | MPG              | FG%              | 3P%              | FT%              | RPG              | APG              | SPG              | BPG              | PPG              | GP             | GS             | MPG            | FG%            | 3P%            | FT%            | RPG            | APG            | SPG            | BPG            | PPG            |
| ---------------------------------------------------------------------------------------- | -------- | ---------------- | ---------------- | ---------------- | ---------------- | ---------------- | ---------------- | ---------------- | ---------------- | ---------------- | ---------------- | ---------------- | -------------- | -------------- | -------------- | -------------- | -------------- | -------------- | -------------- | -------------- | -------------- | -------------- | -------------- |
| 2007/08                                                                                  | Чикаго   | 74               | 31               | 20,7             | 48,2             | 0,0              | 69,1             | 5,6              | 1,1              | 0,9              | 0,9              | 6,6              | Не участвовал  | Не участвовал  | Не участвовал  | Не участвовал  | Не участвовал  | Не участвовал  | Не участвовал  | Не участвовал  | Не участвовал  | Не участвовал  | Не участвовал  |
| 2008/09                                                                                  | Чикаго   | 80               | 55               | 24,2             | 55,6             | 0,0              | 67,6             | 7,6              | 1,3              | 0,6              | 1,4              | 6,7              | 7              | 7              | 38,7           | 51,0           | -              | 76,0           | 13,1           | 2,3            | 0,9            | 2,1            | 10,1           |
| 2009/10                                                                                  | Чикаго   | 64               | 53               | 30,1             | 50,4             | -                | 74,4             | 11,0             | 2,1              | 0,5              | 1,6              | 10,7             | 5              | 5              | 37,6           | 52,8           | -              | 94,7           | 13,0           | 2,6            | 1,8            | 1,4            | 14,8           |
| 2010/11                                                                                  | Чикаго   | 48               | 48               | 32,8             | 52,5             | 0,0              | 73,9             | 10,4             | 2,2              | 1,0              | 1,5              | 11,7             | 16             | 16             | 33,1           | 41,1           | -              | 72,5           | 10,2           | 2,5            | 1,0            | 2,1            | 8,7            |
| 2011/12                                                                                  | Чикаго   | 64               | 64               | 30,4             | 50,8             | 0,0              | 74,8             | 9,8              | 2,5              | 0,6              | 1,4              | 10,2             | 3              | 3              | 33,0           | 73,1           | -              | 63,6           | 9,3            | 3,0            | 0,7            | 1,3            | 15,0           |
| 2012/13                                                                                  | Чикаго   | 66               | 64               | 36,8             | 48,1             | 0,0              | 75,1             | 11,1             | 4,0              | 1,2              | 2,1              | 11,9             | 12             | 12             | 34,1           | 43,7           | -              | 64,1           | 9,6            | 2,3            | 0,8            | 2,2            | 10,8           |
| 2013/14                                                                                  | Чикаго   | 80               | 80               | 35,2             | 47,5             | 0,0              | 73,7             | 11,3             | 5,4              | 1,2              | 1,5              | 12,6             | 5              | 5              | 42,0           | 51,2           | -              | 58,8           | 12,8           | 4,6            | 1,0            | 1,4            | 10,4           |
| 2014/15                                                                                  | Чикаго   | 67               | 67               | 30,6             | 44,5             | 0,0              | 60,3             | 9,6              | 4,7              | 0,7              | 1,1              | 7,2              | 12             | 12             | 32,9           | 40,8           | -              | 35,0           | 11,0           | 3,2            | 0,8            | 1,2            | 5,8            |
| 2015/16                                                                                  | Чикаго   | 29               | 2                | 21,9             | 38,3             | 0,0              | 48,9             | 8,8              | 3,8              | 0,6              | 1,0              | 4,3              | Не участвовал  | Не участвовал  | Не участвовал  | Не участвовал  | Не участвовал  | Не участвовал  | Не участвовал  | Не участвовал  | Не участвовал  | Не участвовал  | Не участвовал  |
| 2016/17                                                                                  | Нью-Йорк | 46               | 46               | 22,1             | 49,0             | 0,0              | 43,6             | 8,8              | 2,2              | 0,7              | 0,8              | 5,0              | Не участвовал  | Не участвовал  | Не участвовал  | Не участвовал  | Не участвовал  | Не участвовал  | Не участвовал  | Не участвовал  | Не участвовал  | Не участвовал  | Не участвовал  |
| 2017/18                                                                                  | Нью-Йорк | 7                | 0                | 5,7              | 50,0             | -                | 50,0             | 2,0              | 0,6              | 0,3              | 0,3              | 1,7              | Не участвовал  | Не участвовал  | Не участвовал  | Не участвовал  | Не участвовал  | Не участвовал  | Не участвовал  | Не участвовал  | Не участвовал  | Не участвовал  | Не участвовал  |
| 2018/19                                                                                  | Мемфис   | 42               | 1                | 16,5             | 51,6             | 0,0              | 71,6             | 5,7              | 2,1              | 0,5              | 0,7              | 7,1              | Не участвовал  | Не участвовал  | Не участвовал  | Не участвовал  | Не участвовал  | Не участвовал  | Не участвовал  | Не участвовал  | Не участвовал  | Не участвовал  | Не участвовал  |
| 2019/20                                                                                  | Клипперс | 5                | 0                | 10,0             | 50,0             | -                | 75,0             | 3,2              | 1,4              | 0,2              | 0,2              | 2,8              | 2              | 0              | 1,0            | -              | -              | -              | 0,0            | 0,0            | 0,0            | 0,0            | 0,0            |
|                                                                                          | Всего    | 672              | 511              | 27,7             | 49,1             | 0,0              | 70,0             | 9,0              | 2,8              | 0,8              | 1,3              | 8,8              | 62             | 60             | 33,9           | 46,5           | -              | 67,6           | 10,6           | 2,7            | 0,9            | 1,7            | 9,3            |
| Наведите курсор мыши на аббревиатуры в заголовке таблицы, чтобы прочесть их расшифровку. |          |                  |                  |                  |                  |                  |                  |                  |                  |                  |                  |                  |                |                |                |                |                |                |                |                |                |                |                |

### Статистика в Джи-Лиге
| Сезон                                                                                    | Команда         | Регулярный сезон | Регулярный сезон | Регулярный сезон | Регулярный сезон | Регулярный сезон | Регулярный сезон | Регулярный сезон | Регулярный сезон | Регулярный сезон | Регулярный сезон | Регулярный сезон | Серия плей-офф | Серия плей-офф | Серия плей-офф | Серия плей-офф | Серия плей-офф | Серия плей-офф | Серия плей-офф | Серия плей-офф | Серия плей-офф | Серия плей-офф | Серия плей-офф |
| Сезон                                                                                    | Команда         | GP               | GS               | MPG              | FG%              | 3P%              | FT%              | RPG              | APG              | SPG              | BPG              | PPG              | GP             | GS             | MPG            | FG%            | 3P%            | FT%            | RPG            | APG            | SPG            | BPG            | PPG            |
| ---------------------------------------------------------------------------------------- | --------------- | ---------------- | ---------------- | ---------------- | ---------------- | ---------------- | ---------------- | ---------------- | ---------------- | ---------------- | ---------------- | ---------------- | -------------- | -------------- | -------------- | -------------- | -------------- | -------------- | -------------- | -------------- | -------------- | -------------- | -------------- |
| 2017/18                                                                                  | Уэстчестер Никс | 1                | 1                | 23,0             | 80,0             | -                | 100,0            | 5,0              | 4,0              | 1,0              | 1,0              | 9,0              | Не участвовал  | Не участвовал  | Не участвовал  | Не участвовал  | Не участвовал  | Не участвовал  | Не участвовал  | Не участвовал  | Не участвовал  | Не участвовал  | Не участвовал  |
|                                                                                          | Всего           | 1                | 1                | 23,0             | 80,0             | -                | 100,0            | 5,0              | 4,0              | 1,0              | 1,0              | 9,0              | Не участвовал  | Не участвовал  | Не участвовал  | Не участвовал  | Не участвовал  | Не участвовал  | Не участвовал  | Не участвовал  | Не участвовал  | Не участвовал  | Не участвовал  |
| Наведите курсор мыши на аббревиатуры в заголовке таблицы, чтобы прочесть их расшифровку. |                 |                  |                  |                  |                  |                  |                  |                  |                  |                  |                  |                  |                |                |                |                |                |                |                |                |                |                |                |

### Статистика в NCAA
| Сезон | Команда | Conf  | Class | GP  | GS | MPG  | FG%  | 3P%   | FT%  | RPG | APG | SPG | BPG | PPG  |
| --- | ------- | ----- | ----- | --- | -- | ---- | ---- | ----- | ---- | --- | --- | --- | --- | ---- |
| 2004/05 | Флорида | SEC   | FR    | 29  | 0  | 9,4  | 60,0 | -     | 57,7 | 2,5 | 0,5 | 0,2 | 0,7 | 3,5  |
| 2005/06 | Флорида | SEC   | SO    | 39  | 38 | 24,9 | 62,7 | 0,0   | 73,3 | 7,1 | 2,1 | 1,1 | 2,4 | 14,2 |
| 2006/07 | Флорида | SEC   | JR    | 40  | 40 | 25,9 | 60,7 | 100,0 | 66,3 | 8,4 | 2,3 | 1,1 | 1,8 | 12,0 |
| Всего | Всего   | Всего | Всего | 108 | 78 | 21,1 | 61,6 | 50,0  | 68,4 | 6,4 | 1,7 | 0,9 | 1,7 | 10,5 |
| Наведите курсор мыши на аббревиатуры в заголовке таблицы, чтобы прочесть их расшифровку Статистика приведена с сайта sports-reference.com |         |       |       |     |    |      |      |       |      |     |     |     |     |      |